# Double Blanc (roman)
Pour les articles homonymes, voir Double Blanc.
Double Blanc est un roman policier de Yasmina Khadra publié en 1995, il est la deuxième partie d’une série de romans policiers dont le protagoniste et le narrateur est le commissaire Brahim Llob. 

## Résumé
Le roman suit l’enquête autour du meurtre du diplomate Ben Ouda, diplomate algérien et ami du héros, le commissaire Llob. Très peu de temps après, il y a une deuxième mort, celle d’un jeune homme Toufik Salem. Cette fois, c’est un suicide.  Il y a plusieurs actes violents (des meurtres, des bombes), mais Llob suit tous les indices afin de retrouver le vrai coupable, Abderrahmane Kaak. 
Ce n’est qu’à la fin du roman que Llob sait à tel point que le meurtre de Ben Ouda n’était qu’un sacrifice au nom du progrès économique de l’élite. Les deux premières morts ouvrent la porte à une organisation clandestine, le Nouvel Ordre social (N.O.S.). C’est un groupe d’hommes politiques et des « types éclairés » comme Ben Ouda qui veulent révolutionner le marché économique d’Algérie (Khadra 10). Kaak organise tout pour rester le seul à profiter de son nouvel ordre.

## Thèmes et critiques
Le roman parle du terrorisme en Algérie pendant les années 1990 d’une manière indirecte. Abdel Gastel interprète les descriptions du pays comme une morte : « c’est l’Algérie qui est le pays de la mort, tel un énorme musée… ». Il loue ainsi les passages descriptifs, ainsi qu’il parle du narrateur Llob comme « artiste, peintre » : « Il nous donne cette impression que, de part et d’autre de l’Algérie, les pays sont atteints d’une inertie qui fige leurs habitants comme des objets de collection, des morts » (3). Par conséquent, la mort elle-même est la plus grande thématique du roman. 
Ralph Schoolcraft écrit que Brahim Llob est un personnage traditionaliste. Llob n’est pas le héros typique du roman policier ; au lieu d’être cynique, il est croyant et il cherche la justice à tout prix. En fait, Schoolcraft croit que Llob est un avatar de l’Algérien typique (357, 361).
Schoolcraft veut prendre en compte le fait que l’écrivain soit ancien officier d’unité antiterroriste (351). À son avis, l’œuvre de Khadra est « revanchiste » dans le sens où la démocratie n’est pas visée par le récit. Llob « nie la légitimité de toute directive gouvernementale » (352). Sa désobéissance des ordres de ses supérieurs peut, par contre, faire partie de son rôle générique comme enquêteur solitaire. 
Tout ce critique de la violence dans le roman est influencé par la vraie identité du romancier. Schoolcraft admet qu’il questionne les idées du roman à cause de la complicité de l’auteur à la torture dans sa carrière militaire (352). Cependant, Khadra, ou Moulessoul, dit lui-même qu’il a écrit sous un pseudonyme parce qu’il n’a pas les mêmes craintes de l’Armée. Dans une interview en 2011, il dit, « Lorsque j’écrivais sous mon vrai nom, je m’autocensurais, car je ne voulais pas que l’Armée me retire mon autorisation de publier. ».